# انسو (ذن)

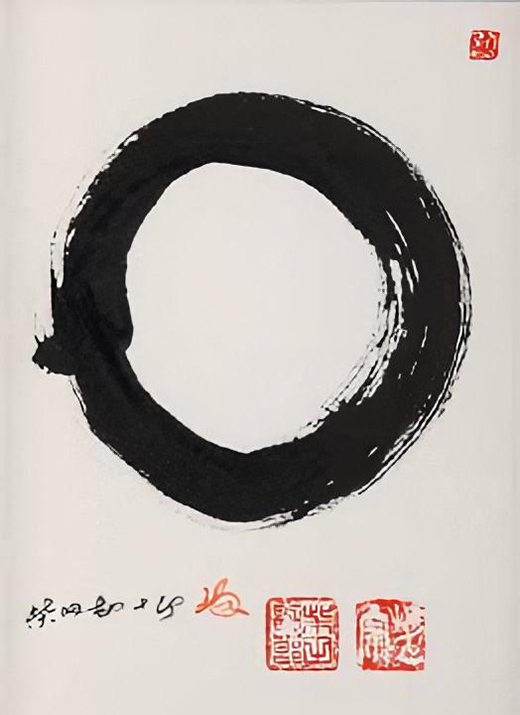
یک انسو از کانجورو شیباتا. برخی از هنرمندان دایره را ناکامل می‌کشند و برخی دیگر آنرا کامل می‌کشند.

اِنسو (به ژاپنی: 円相، Ensō)، (به معنی دایره)، در بوداگرایی ذن دایره‌ای است که کشیدن آن با یک یا دو حرکت کار سختی است و نشان‌دهنده لحظه‌ای است که رهایی ذهن به بدن اجازه خلاقیت می‌دهد.
انسو بیانگر روشن‌شدگی مطلق، قدرت، ریزه‌کاری، جهان و مو (هیچ) است و با داشتن ویژگی ساده‌گرایی نشان‌دهنده زیبایی‌شناسی ژاپنی است.
کشیدن انسو یکی از تمرینات سومی‌ئه (墨絵، نقاشی ژاپنی با جوهر و قلم) است. ابزار لازم برای کشیدن انسو، همانی است که در خوشنویسی ژاپنی به کار می‌رود: قلم (筆، فوده) و کاغذ واشی. معمولاً انسو را در یک حرکت قلم می‌کشند که همچون خوشنویسی سبک سوشو (草書)، حرکت قلم باید سریع و تند است. پس از کشیدن انسو، دیگر تغییری در آن ایجاد نمی‌کنند زیرا انسو کنشی روحی است که در زمان کوتاهی به فرم تبدیل می‌شود و این فرم، همانند آینه‌ای، بازتاب لحظه‌ای شخصیت خالق آن است. از این رو انسو در لحظه‌ی خلق، منحصر به فرد است.
کشیدن انسو را یک تمرین روحی می‌دانند که هرکس می‌بایست در هر روز انجام دهد. کشیدن انسو یا رسیدن به خودآگاهی با خوشنویسی ژاپنی را هیتسوزندو (筆禅道، به معنی راه قلم) می‌نامند. انسو را بیانگر برخی از ابعاد گوناگون وابی-سابی (زیبایی‌شناسی ژاپنی از منظر ناپایداری و عدم کمال) می‌دانند: فوکینسه‌ای (عدم تقارن، نامنظم بودن)، کانسو (سادگی)، کوکو (پایه‌ای)، شیزن (طبیعی)، یوگن (ظرافت عمیق)، داتسوزوکو (آزادی) و سیجاکو (آرامش).
شرکت تکنولوژی لوسنت از یک انسو به عنوان نماد تجاری خود استفاده کرده‌است.